# Auguste-Charles-François Xavier de Lussy
Pour les articles homonymes, voir Lussy.
Auguste-Charles-François Xavier de Lussy (19 novembre 1784, Maubourguet - 15 mars 1860, Pau), est un magistrat et homme politique français.

## Historique familial
Auguste de Lussy est né dans une famille d'ancienne noblesse originaire de Bigorre, Elle est issue de Joseph de Lussy (1711-1774), garde du corps du roi. Gabriel de Lussy (1740-1816), était capitaine au régiment de Navarre-infanterie, chevalier de Saint-Louis. Elle est de même origine que la famille de Lucy de Fossarieu: l'ancêtre commun est Pierre de Lussy, né en 1540, avocat à Lectoure, arrière-arrière-grand-père de Joseph. Elle remonte à un Guillaume de Lussy Chevalier, capitaine du château de Vernon pour le roi d'Angleterre vers 1300. Elle descend vraisemblablement du Guy de Lucy cité dans l'épopée cathare de Michel Roquebert, compagnon de Simon de Monfort, qui "fit souche en Languedoc" et dont les armoiries sont les mêmes que celles des premiers Lussy (3 brochets, ou "Luces", têtes tournées vers le haut). La branche des Lucy de Fossarieu est partie à la Martinique à partir de Gabriel (1642-1731), arrière-petit-fils de Pierre.

## Carrière
Il fit ses études à Sorèze, puis entra dans la magistrature et devint avocat général près la cour rivale de Pau. Le 17 novembre 1827, le grand collège des Hautes-Pyrénées l'élut député par 72 voix sur 140 votants et 169 inscrits. Lussy prit place à droite et soutint de ses votes le gouvernement de Charles X et la politique du cabinet Polignac. Réélu, le 23 juin 1830, par 72 voix 142 votants, 153 inscrits, il donna sa démission pour ne pas prêter le serment à Louis-Philippe et fut remplacé, comme député, par Jean-Paul Dintrans. Il quitta en même temps la magistrature.

## Sources
- « Auguste-Charles-François Xavier de Lussy », dans Adolphe Robert et Gaston Cougny, Dictionnaire des parlementaires français, Edgar Bourloton, 1889-1891 [détail de l’édition]